# Diwang International Commerce Center
El Diwang International Commerce Center (en chino 地王国际商会中心 pinyin: Dìwáng Guójì Shānghuì Zhōngxīn) es un edificio de 54 pisos y 276 metros (906 pies) de alto ubicado en Nanning, al sur de Pekín, China, que fue completado en 2006. Con una superficie total de construcción de 130 000 metros cuadrados, se convirtió en el edificio más alto de Guangxi y se ha convertido en un hito en la construcción de Nanning.
Todo el edificio tiene estructura reforzada de acero y de hormigón, la torre de vidrio aislante con recubrimiento es para mantener el frío en verano y mantener el calor en invierno. Tiene un total de 28 ascensores.